# Caja delimitadora

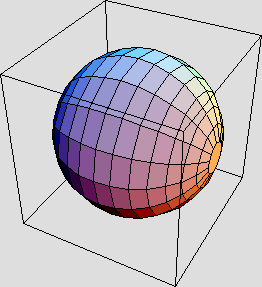
Una esfera encerrada por su caja delimitadora alineada con el eje (en 3 dimensiones).

En geometría, la caja delimitadora o cuadro delimitador para un conjunto de puntos S en N dimensiones es el cuadrado con la medida más pequeña (área, volumen o hipervolumen en dimensiones superiores) dentro del cual se encuentran todos los puntos. Cuando se utilizan otros tipos de medidas, esta caja suele pasar a denominarse de otras formas, por ejemplo, «caja delimitadora de perímetro».
La caja delimitadora de un conjunto de puntos es igual que la de su envoltura convexa, un hecho que puede utilizarse heurísticamente para acelerar el cálculo.
En un plano bidimensional se denomina rectángulo delimitador mínimo.

## Caja delimitadora alineada con el eje
La caja delimitadora alineada al eje (o AABB) para un conjunto de puntos específico es su caja delimitadora vinculada a la restricción de que los bordes son paralelos a los ejes de coordenadas (cartesianas). Es el producto cartesiano de N intervalos, cada uno de los cuales está definido por el valor mínimo y máximo de la coordenada correspondiente para los puntos en S.
Las cajas delimitadoras alineadas al eje se utilizan como ubicación aproximada de un objeto en cuestión para describir de manera simple su forma. Por ejemplo, en geometría computacional y sus aplicaciones, para encontrar intersecciones en el conjunto de objetos, la comprobación inicial son las intersecciones entre sus MBB. Dado que suele ser una operación mucho menos costosa que la comprobación de la intersección real (porque solo requiere comparaciones de coordenadas), permite excluir rápidamente las comprobaciones de los pares que están muy separados.

## Caja delimitadora con orientación arbitraria
La caja delimitadora con orientación arbitraria se calcula sin sujeción a ninguna restricción en cuanto a la orientación del resultado. Los algoritmos se basan en el método del Calibre Giratorio, se pueden utilizar para encontrar el área o perímetro de la caja delimitadora de un polígono convexo bidimensional en tiempo lineal, y de un conjunto de puntos tridimensionales para construir su envoltura convexa seguido de un cálculo en tiempo lineal. Un algoritmo de calibres giratorios tridimensionales puede dar el volumen de la caja delimitadora con orientación arbitraria de un conjunto de puntos tridimensionales en tiempo cúbico. Existen implementaciones de Matlab de este último, así como el compromiso óptimo entre precisión y tiempo de CPU.

## Caja delimitadora orientada a objetos
En el caso de que un objeto tenga su propio sistema de coordenadas local, puede ser útil almacenar una caja delimitadora relativa a estos ejes, que no requiere ninguna transformación a medida que cambia la propia transformación del objeto.

## Procesamiento digital de imágenes
En el procesamiento digital de imágenes, la caja delimitadora son coordenadas del borde rectangular que encierra completamente una imagen digital cuando se coloca sobre una página, un lienzo, una pantalla u otro fondo bidimensional similar.